# Crucey-Villages
Crucey-Villages település Franciaországban, Eure-et-Loir megyében. Lakosainak száma 467 fő (2022. január 1.). Crucey-Villages Louvilliers-lès-Perche, Les Châtelets, Brezolles, La Saucelle és Saint-Lubin-de-Cravant községekkel határos.

## Népesség
A település népességének változása:
| Lakosok száma | 301  | 377  | 440  | 505  | 468  | 471  | 468  | 455  | 449  | 467  |
|               | 1968 | 1982 | 1990 | 2006 | 2013 | 2015 | 2017 | 2019 | 2020 | 2022 |